# Mare Spumans
Il Mare Spumans (in latino Mare spumeggiante) è una formazione geologica della superficie della Luna.